# Las siete edades de la mujer
Las siete edades de la mujer es una pintura de 1544 del pintor alemán Hans Baldung ejecutada al óleo sobre tabla de tilo. Forma parte de la colección del Museum der bildenden Künste de Leipzig, Alemania.

## Descripción
Esta destacada obra del Renacimiento nórdico muestra a una niña pequeña con una camisola oscura sentada en primer plano abajo a la izquierda, y tras ella, de izquierda a derecha, un grupo de cinco figuras femeninas en sucesivas etapas de la vida: a los 10 años, a los 20, los 30, los 40 y los 50 años, desnudas, apenas cubiertas por telas hábilmente enrolladas. Cada una de las mujeres se distingue de su vecina por rasgos característicos y, al mismo tiempo, está conectada compositivamente a ella para mostrar cómo las diversas etapas de la vida se relacionan en el curso vital. Las más jóvenes están unidas por una tela blanca, las dos más maduras se envuelven en una oscura. La anciana sexagenaria se ve detrás de la última figura, al fondo a la derecha. En contraste con las demás, está vestida y con cofia, se muestra de perfil y no mira al espectador, sino seriamente hacia la vid de la izquierda que se alza como símbolo crístico de eterna renovación de la vida.
El horizonte bajo da monumentalidad a las figuras, el cielo azul aporta a esta alegoría de la fugacidad una expresión meditativa. La pintura reflexiva y orientada a la vida es probablemente la última obra importante de Hans Baldung, quien murió al año siguiente.
La característica de Baldung es la proximidad de la concepción física del envejecimiento femenino a la sexualidad, el pecado y la muerte, que ya es evidente en la desnudez de las mujeres y la implacable exhibición del atractivo erótico de la juventud en marcado contraste con el deterioro físico del cuerpo femenino en la vejez.

## Procedencia
La imagen entró en la colección del Museum der bildenden Künste en 1944 del legado del banquero e historiador del arte de Leipzig Fritz von Harck.